# سنه-پورناس
سنه-پورناس (انگلیسی: Sene-Purnas) یک شهرک در شهرستان بیژبولیاکسکی باشقیرستان کشور روسیه است.